# Льодовик Франца Йосифа
Льодовик Франца Йосифа (англ. Franz Josef Glacier, маорі: Ka Roimata o Hinehukatere) — льодовик, розташований на території Національного парку Вестленд на заході Південного острова Нової Зеландії. У свою чергу, частина національного парку є частиною об'єкта світової спадщини Те Вахіпоунаму (Te Wahipounamu). Разом із льодовиком Фокса за 20 км на південь, цей льодовик унікальний тим, що спускається до висоти лише 240 м над рівнем моря, проходячи через помірно вологий ліс навколо нього. Із точки, де закінчується льодовик, починається річка Вайхо.
| Нова Зеландія | Це незавершена стаття з географії Нової Зеландії. Ви можете допомогти проєкту, виправивши або дописавши її. |